# Аделхайд фон Витгеншайн
Вижте пояснителната страница за други личности с името Аделхайд.
Аделхайд фон Витгеншайн (на немски: Adelheid von Wittgenstein; * пр. 1345; † между 1357 и 23 юни 1362) е графиня от Витгеншайн и чрез женитба графиня на Сайн-Изенбург-Витгеншайн и господарка на Хомбург.
Тя е дъщеря на граф Зигфрид III фон Витгенщайн († 1359) и съпругата му Маргарета фон Шьонекен († 1361), дъщеря на Герхард I фон Шьонекен († 1317) и Мехтилд фон Насау († 1319), дъщеря на граф Ото I фон Насау († 1289/1290) и Агнес фон Лайнинген. Внучка е на граф Видекинд III фон Витгенщайн († сл. 1307) от род Батенберг. Нейните сестри са Мехтилд († 1364), омъжена пр. 2 август 1342 г. за граф Дитрих II фон Золмс-Бургзолмс († 1371), и Ирмгард († 1362), омъжена за граф Бопо II фон Еберщайн († 1381).
Аделхайд е наследничка през 1359 г. на брат си граф Вернер IV фон Витгенщайн († 1359). След смъртта на баща ѝ Зигфрид III през 1359 г. собствеността му отива към графство Сайн. Чрез наследяване на графство Витгенщайн от 1361 г. фамилията Сайн се нарича Сайн-Витгенщайн.

## Фамилия
Аделхайд фон Витгеншайн се омъжва пр. 1345 или 1363 г. за граф Салентин фон Сайн, господар на Хомбург (* ок. 1314; † 1392), вторият син на граф Готфрид II фон Сайн-Хомбург и Фалендар († 1354) и първата му съпруга София фон Фолмещайн († 1323). Те имат децата:
- Йохан IV фон Сайн-Витгенщайн (* ок. 1385; † 1436), граф на Сайн и Витгенщайн, женен пр. 27 юли 1386 г. за Катарина фон Золмс (* ок. 1390; † сл. 2 септември 1415), дъщеря на граф Йохан IV фон Бургзолмс († 1402) и Елизабет фон Золмс-Браунфелс († 1386)
- Маргарета, омъжена за Вилхелм фон Бюрен

Салентин се жени втори път пр. 23 юни 1362 г. за Елизабет фон Хиршхорн († сл. 1380).